# Allée couverte de La Roche Camio
L'allée couverte de La Roche Camio, appelée aussi Grotte aux Fées, est un monument mégalithique datant du Néolithique, situé au lieu-dit le Devant de la Roche au nord de la commune de Plédran dans le département français des Côtes-d'Armor.

## Protection
Le monument fait l’objet d’un classement au titre des monuments historiques depuis le 22 juillet 1964.

## Description
L'allée couverte est orientée nord-ouest/sud-est. Elle mesure 21 m de longueur. Elle comporte vingt-huit orthostates (en moyenne 1 m de hauteur, 1,20 m de large et 0,40 m d'épaisseur) et six tables de couvertures, dont trois en place. D'autres blocs gisent à proximité. Toutes ces dalles sont en phtanite d'origine locale. La cella et la chambre sont séparées et comportent chacune leur propre entrée. Les contours du tumulus sont parfaitement identifiables.
Des tessons de céramique et des pointes de flèches y ont été recueillis.